# نقص الحس
نَقص الحِس (بالإنجليزية: Hypoesthesia)‏ هوَ انخفاض في حاسَة اللمس (الإحساس) أو فُقدان جُزئي لحساسية المُستقبلات الحِسية.
يُعتبر نقص الحِس أحد الأعراض الحِسية السَلبية المُرتبطة باضطراب الحواس الجلدية (Cutaneous sensory disorder)، حيثُ يُعاني المَرضى المُصابين بهذا الاضطراب من أحاسيس جلدية غير اعتيادية مُتمثلةً إما بزيادة الإحساس (مِثل الحكة أوَالاحتراق) أو بِنقصه (مِثل الخدران أو نقص الحِس). من الصَعب تَفسير هذه الأعراض نتيجةً لعدم وجود تشخيص طِبي مُتكامل لَها.
يُعتبر نقص الحِس واحد من أهم المَظاهر في مرض تخفيف الضغط، حيثُ يَكون موجوداً إلى جوار ألم في المَفاصل وَحمى طفحية وَإعياء.

## التشخيص
في أغلب الأحيان، يوجه الفاحص للمريض الذي يعاني من أعراض نقص الحس مجموعةً من الأسئلة التي تحدد بدقة موقع الاعتلال الحسي وشدته. قد يتلو ذلك فحص سريري الذي ينقر فيه الطبيب برقة على الجلد لتحديد امتداد الحس المتبقي. يوصي الطبيب ببعض الاختبارات التي تحدد السبب الكامن خلف نقص الحس اعتمادًا على موقع الأعراض. تشمل هذه الاختبارات التصوير الطبقي المحوري المحوسب (سي تي) والتصوير بالرنين المغناطيسي (إم آر آي) ودراسات التوصيل العصبي التي تقيس النبضات الكهربائية المارة عبر الأعصاب بحثًا عن أذية عصبية، إضافةً إلى اختبارات المنعكسات العصبية مثل اختبار المنعكس الداغصي.

## الأمراض

### مرض انخفاض الضغط
يحدث مرض انخفاض الضغط عند الصعود السريع من 20 قدمًا أو أكثر (من تحت الماء عادةً). قد يظهر هذا المرض بأشكال عديدة منها نقص الحس الذي ينجم عن تشكل فقاعات هائية في مجرى الدم تمنع أكسجة النسج المقصودة بالتروية. يجب أن يكون العلاج في هذه الحالة سريعًا وفعالًا لإزالة نقص الحس، ويُستخدم الأكسجين عالي الضغط للحفاظ على استقرار طويل الأمد، وهو يشمل تنفس الأكسجين بتركيز 100%.

### ورم شوان في العصب ثلاثي التوائم.
ورم شوان في عصب ثلاثي التوائم حالة يتشكل فيها ورم على العصب ثلاثي التوائم (المعروف أيضًا بالعصب القحفي الخامس). يعيق الورم الإحساس في المنطقة الجلدية المرتبطة بالعصب (أي الوجه في حال إصابة ثلاثي التوائم) وبذلك يعاني المصاب من نقص الحس في جلد الوجه. يُعد الاستئصال العلاج الوحيد الفعال في هذه الحالة، لكنه قد لا يعالج نقص الحس المرافق إذا كانت الأذية سابقة الحدوث. يستمر العديد من المرضى بالمعاناة من نقص الحس بعد الجراحة وبعضهم يشكون من اشتداد هذه التأثيرات.

### التهاب الدماغ الخلفي
يشمل التهاب الدماغ الخلفي غزوًا بكتيريًا لجذع الدماغ والعصب ثلاثي التوائم، ويرافقه طيف واسع من الأعراض التي قد تتنوع بين المرضى. قد يسبب هذا المرض نقصًا حسيًا مشابهًا لذاك المرافق لورم شوان في ثلاثي التوائم. يمكن أن يسبب التهاب الدماغ الخلفي نقصًا حسيًا في القطاعين الجلديين المرتبطين بالفرعين الأول والثاني للعصب. تُعد المضادات الحيوية (مثل الأمبيسيلين) العلاج الأساسي للعدوى، إذ تزيل الجراثيم المسببة للمرض.

### الورم السلي خارج النخاع داخل الجافية في الحبل الشوكي
يُعد «آي إي تي إس سي» سرطانًا يصيب الحبل الشوكي ويسبب نقص الحس في جميع القطاعات المرتبطة بالأعصاب الشوكية المتأثرة. يسبب العجز عن إيصال المعلومات من الجسم إلى الجهاز العصبي المركزي نقصًا شاملًا في الإحساس في النواحي المرتبطة بها.

### اضطراب الحس الجلدي
يمثل نقص الحس عرضًا حسيًا سلبيًا يترافق مع اضطراب الحس الجلدي. في هذه الحالة يعاني المرضى من أحاسيس جلدية شاذة مزعجة قد تنجم عن زيادة نشاط الجهاز العصبي (الوخز الحكة والحرق) أو نقص فعاليته (الخدر ونقص الحس).

### داء بري بري
يحدث نقص الحس في القدمين والأصابع والسرة و/أو الشفتين، وينتشر مركزيًا بدءًا منها، وهو أحد أشيع التأثيرات المرافقة لداء بري بري الذي يشمل مجموعةً من الأعراض الناجمة عن عوز الثيامين (فيتامين ب 1).